# Халушке
Халушке (словачки: halušky, čuse, glgačke, hičkoše, nočky, strapačky, trepanky; мађарски: galuska, nokedli; румунски: gălușcă) традиционалнно су јело од густих, меких кнедлица, које се прави широм средње и источне Европе (Словачка, Чешка, Пољска, Украјина, Литванија, Румунија, Мађарска и Србија). Само име може се односити на кнедле (ваљушке, њоке) или на комплетно јело. Халушке су украјинско национално јело, док су бриндзове халушке словачко национално јело.

## Припрема
Халушке се праве од теста које се састоји од брашна и ситно ренданог кромпира. Тесто се рашири на дрвеној дасци за резање, са које се ситни комадићи теста спуштају у кипућу воду. Могу се направити и помоћу специјалног перфорираног цедила за кување (халушкар) из којег се тесто директно испушта у кипућу воду кроз мале рупе на халушкару.
Иако се рецепти разликују од региона до региона, углавном се брашно помеша са нарибаним кромпиром да би се створило тесто. Додају се со и понекад јаје, али бриндзове халушке, национално јело Словачке, обично не укључује јаја. После кувања, халушке се мешају са разним састојцима, као што су бриндза (специјални сир направљен углавном од овчијег млека), сланина и сланинска маст. У неким деловима Словачке уместо бриндзе користе се карамелизовани путер и купус, лук или комбинације ових намирница.

## Варијације
„Бриндзове халушки” су традиционално словачко јело које се такође прави у Моравској у источном делу Чешке. „Капустове халушки” је слично јело које се прави од прженог купуса (и / или лука) и карамелизованог маслаца уместо бриндзе. „Страпачки” је још једна варијанта халушки у којој се уместо бриндзе користи динстани кисели купус. У Мађарској се „галушка” често једе са месним варивима, попут гулаша.

## Манифестације
- Сваке године у Турецки, Словачка, организује се фестивал бриндзових халушки, који укључује и традиционално такмичење у једењу халушки.[10][11]
- Током 2009. године у Полтави, Украјина, организован је празник посвећен халушкама, када су у главној пешачкој зони града гости и локално становништво имали прилику да пробају различите врсте овог јела.[12]
- У Ковачици, Србија, традииционално се одржава такмичење у кувању и једењу бриндзових кнедли, у организацији Туристичке организације општине Ковачица и Меморијалног центра „др Јанко Буљик” из Ковачице. На такмичењу учествују и гости из Хрватске, Румуније, Словачке, Мађарске и Аустрије, а поред међународног, ово такмичење има и хуманитарни карактер, јер сва прикупљена средства од добровољних прилога прослеђена су деци са тешкоћама у развоју.[13][14][15] У манифестацију се убраја и избор најлепше ношње, најбрже једење халушки, најбрже припремање јела, и најквалитетније припремљене халушке.